# Хопинс (Минесота)
Хопинс (енгл. Hopkins) град је у америчкој савезној држави Минесота.

## Демографија
По попису из 2010. године број становника је 17.591, што је 446 (2,6%) становника више него 2000. године.
| Група             | 2000.          | 2010.          |
| Белци             | 13.755 (80,2%) | 11.721 (66,6%) |
| Афроамериканци    | 890 (5,2%)     | 2.371 (13,5%)  |
| Азијати           | 1.015 (5,9%)   | 1.494 (8,5%)   |
| Хиспаноамериканци | 949 (5,5%)     | 1.390 (7,9%)   |
| Укупно            | 17.145         | 17.591         |